# بخش سویسه
بخش سویسه، یکی از بخش‌های شهرستان کارون در استان خوزستان ایران است. مرکز این بخش، روستای ابوناگه است.

## تقسیمات کشوری
- بخش سویسه
  - دهستان موران
  - دهستان سویسه

## جمعیت
بر پایه سرشماری عمومی نفوس و مسکن در سال ۱۳۹۵، جمعیت بخش سویسه برابر با ۲۳٬۱۸۰ نفر بوده است.